# Herzblättrige Kugelblume
Die Herzblättrige Kugelblume (Globularia cordifolia) gehört zur Gattung der Kugelblumen (Globularia) und der Familie der Wegerichgewächse (Plantaginaceae). Sie ist vermutlich eine recht junge Art, die erst nach den Eiszeiten entstanden ist.

## Beschreibung

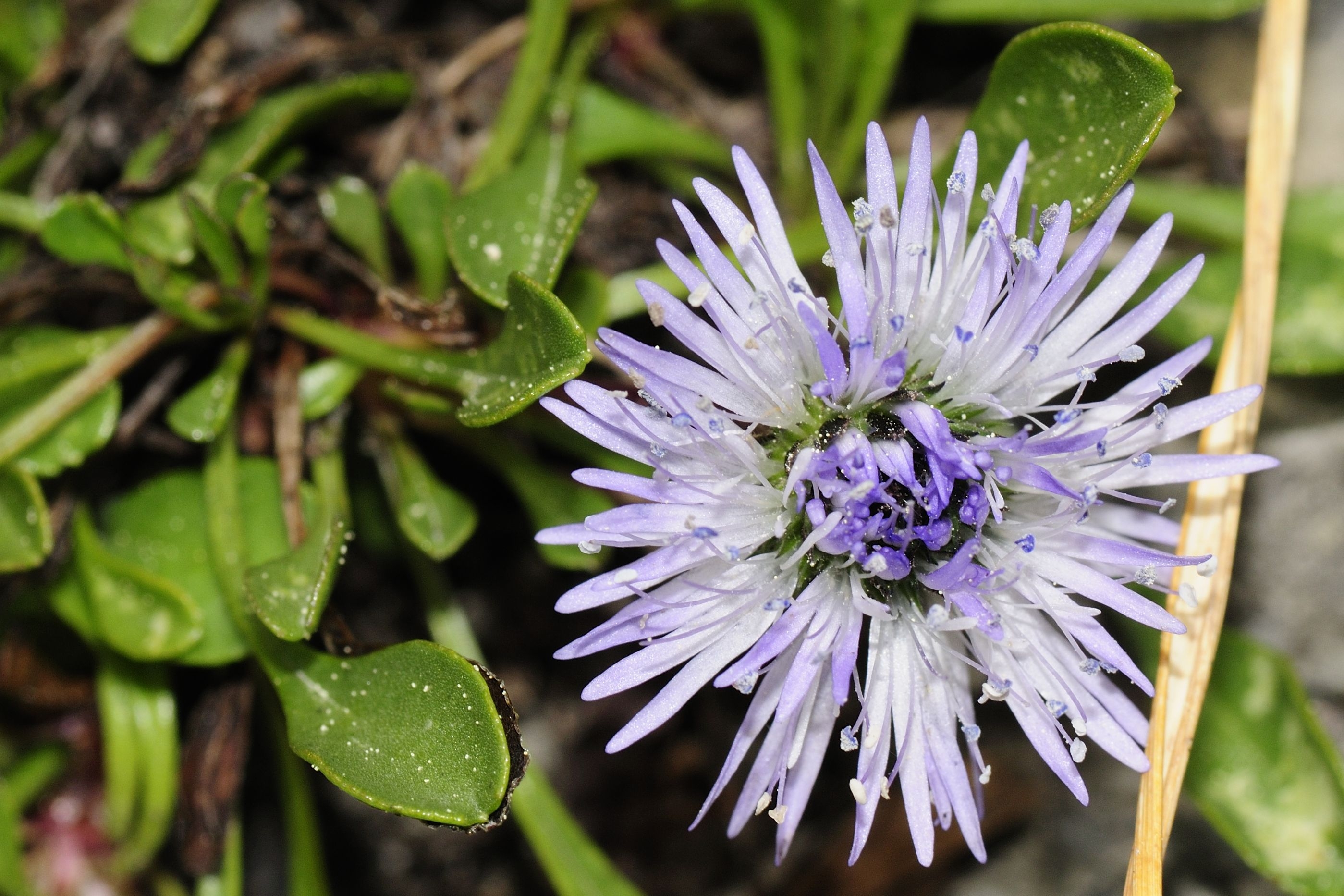
Blütenstand

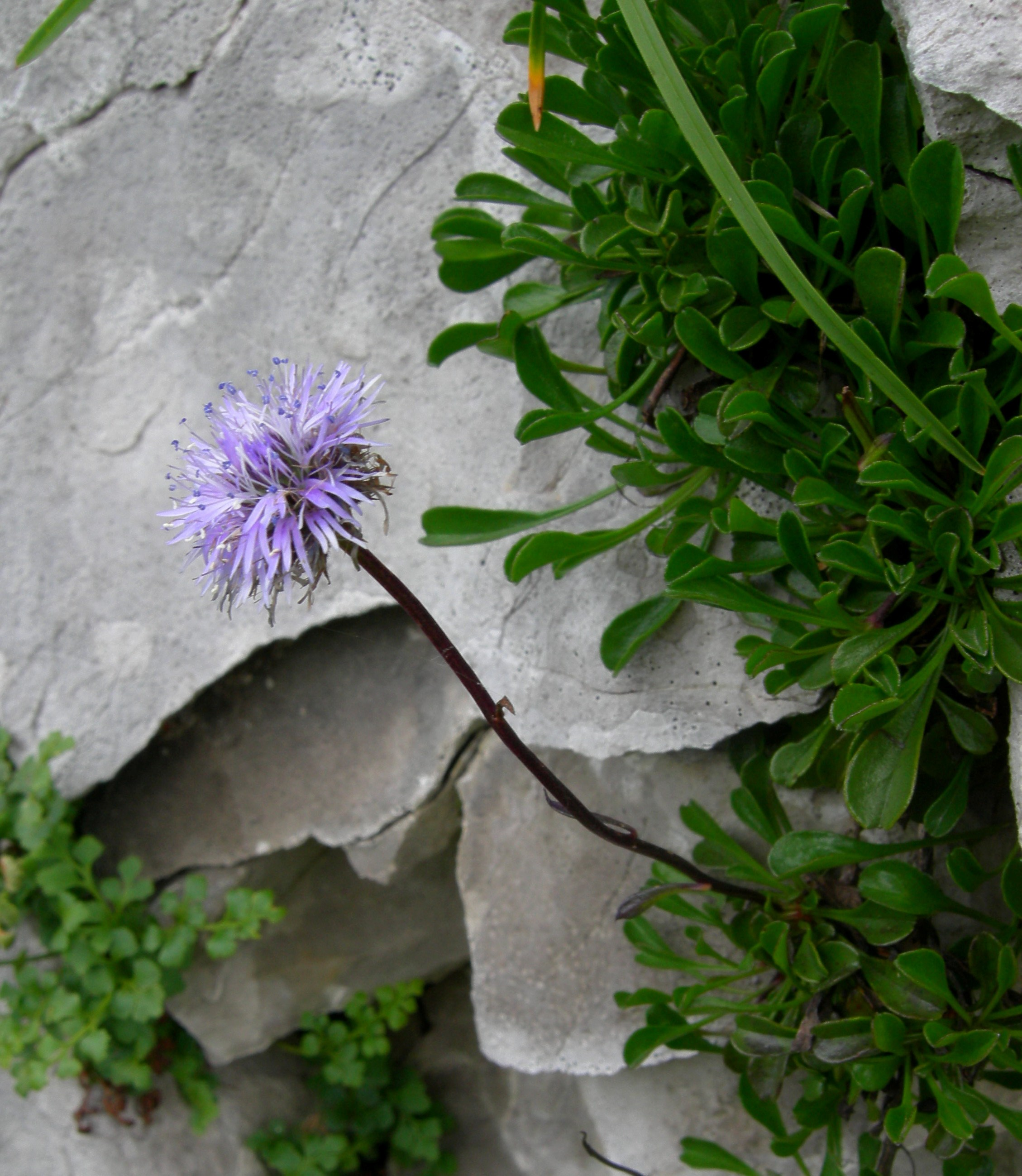
Herzblättrige Kugelblume (Globularia cordifolia)

Die Herzblättrige Kugelblume wächst als überwinternd grüne, ausdauernde krautige Pflanze. Sie bildet einen dichten Rasen (teppichartiges Geflecht) mit kriechenden, teilweise nur an der Basis verholzten Zweigen. Die kriechende Grundachse ist verzweigt und etwas verholzend. Nur die blütentragenden Zweige sind aufrecht und erreichen Wuchshöhen von bis zu 10 Zentimetern. Die rosettig zusammenstehenden Laubblätter sind 4 bis 7 mm lang, lanzettlich bis länglich mit keilförmiger bis verkehrt-herzförmig Spreitenbasis und ausgerandetem, selten bis zu abgerundet und dann mit Mittelzahn, oberem Ende.
Die Blütezeit reicht von Juni bis Juli. Der unbeblätterte Blütenstängel besitzt nur ein bis zwei Schuppen. Die köpfchenförmigen Blütenstände sind bei einem Durchmesser von 1 bis 1,2, selten bis zu 2 Zentimetern halbkugelig. Die zwittrigen Blüten sind fünfzählig. Die Blüten sind fünfzipfelig. Die blaulilafarbene oder hellblaue Krone ist zweilippig und etwa 7 mm lang. Die Frucht ist etwa 2 mm lang. 
Die Chromosomenzahl der Art ist 2n = 32, seltener 24 oder 40.

## Ökologie
Bei der Herzblättrigen Kugelblume handelt es sich um einen krautigen Chamaephyten. Das teppichartige Geflecht sammelt wie eine Reuse den vom Felsen herabrieselnden Humus.

## Vorkommen
Das Verbreitungsgebiet umfasst die Gebirge in Mittel- und Südeuropa von den Pyrenäen bis zum Balkan und der Türkei, im Schweizer Jura und den Kalkalpen bis in Höhenlagen von etwa 2000 Metern Meereshöhe. In Österreich ist die Herzblättrige Kugelblume häufig in allen Bundesländern. In der Schweiz kommt die Herzblättrige Kugelblume in den Alpen, im Mittelland und im Jura vor. Die Art ist in Deutschland durch die BArtSchV besonders geschützt.
Als Standort werden felsdurchsetzte Rasen, Felsspalten, Humusdecken über Felsen auf Kalkböden bevorzugt. Sie ist eine Seslerietalia-Ordnungscharakterart, kommt aber auch in Gesellschaften des Mesobromion, Potentillion caulescentis oder Erico-Pinion vor.
Die ökologischen Zeigerwerte nach Landolt & al. 2010 sind in der Schweiz: Feuchtezahl F = 2w+ (mäßig trocken, aber stark wechselnd), Lichtzahl L = 5 (sehr hell), Reaktionszahl R = 5 (basisch), Temperaturzahl T = 2+ (unter-subalpin und ober-montan), Nährstoffzahl N = 2 (nährstoffarm), Kontinentalitätszahl K = 4 (subkontinental).